# روش‌های مجازی‌سازی واقعیت
موارد متعددی وجود دارد که توسط آن واقعیت مجازی (VR) قابل درک است.

## شبیه سازی مبتنی بر VR
اولین روش، مجازی سازی واقعیت مبتنی بر شبیه‌سازی است.
شبیه سازی رانندگی، به عنوان مثال، راننده را بر روی جایگاه مؤثر قرار می‌دهد که در واقع رانندگی واقعیت مجازی مبتنی برحرکت است.
یک وسیله نقلیه واقعی با پیش‌بینی حرکت خودروی ناشی از جایگاه راننده و بازخورد تصویری، حرکت، نشانه‌های صوتی و حرفه‌ای برای راننده است. این سیستم به‌طور معمول شامل سیستم‌های محدود به شرح زیر است: یک سیستم زمان واقعی ترافیک وسایل نقلیه، بارگیری واقعی از دینامیک خودرو؛ حرکت، سیستم‌های صوتی تصویری، بازسازی وسایل نقلیه، رانندگی محیط زیست و سر و صدا رانندگی توسط راننده؛ سیستم کنترل نیروی عمل جاده به عنوان رابط بین راننده و شبیه‌ساز؛ یک مانیتور صفحه فرمان برای نظارت بر عملیات سیستم و مدیریت یکپارچهٔ سیستم اطلاعات و انتقال داده‌ها بین سیستم‌ها و هماهنگ سازی. شبیه‌سازهای رانندگی برای توسعه سیستم‌های خودرو، بهبود ایمنی و مطالعه عوامل فاکتور استفاده شده‌اند.

## واقعیت مجازی بر اساس تجسم گرایی تصویر
افراد می‌توانند درمحیط مجازی به شکل ویدئوی واقعی و همچنین یک تصویر نمایان شوند. سیستم VR می‌تواند تصویر پیشنهادی دو نوع از کاربران را مدیریت کند.
عکاس معمولی یا یک ویدیو در محیط3D محیطی مجازی به صورت یک واقعیت مجازی مبتنی برتجسم تصویر می‌تواند شرکت کند. . پس زمینه ویدئو به‌طور مؤثر برای افزایش حس واقعیت است. کاربر می‌تواند نوع خود را از مشارکت بر اساس توانایی سیستم انتخاب کند. کاربران با پانل ضبط و دوربین ممکن است یک عکاس ویدیویی را انتخاب کنند، در حالی که عکاسان مبتنی برنقاشی‌های گرافیکی بر اساس آن هستند. واقعیت مجازی مبتنی بر تصویر در حال حاضر محیط تعامل بسیار خوب فراهم می‌کند بین کامپیوتر و کامپیوتر که به مراتب فراتر از سیستم رایانه‌های سنتی است. شبکه‌های پیشرفته با پیشرفت تکنولوژی‌های شبکه در دسترس می‌باشند.

## واقعیت مجازی بر اساس پروژکتور
در واقعیت مجازی بر اساسپروژکتور مدل‌سازی محیط واقعی، نقش حیاتی را در انواع واقعیت مجازی مانند ناوبری ربات، مدل‌سازی ساخت و ساز و برنامه‌ریزی هواپیما، ایفا می‌کند. سیستم واقعیت مجازی مبتنی بر تصویر، محبوبیت را در رایانه و همچنین بینایی کامپیوتری را به دست آورده‌است. دلیل این است که آن را با استفاده از عکس‌های واقعی فیزیکی فراهم می‌کند و روش‌های مدل‌سازی ساده است. در تولید مدل‌های واقعی، ضروری است که به‌طور دقیق داده‌های 3D را ثبت کنیم. واقعیت مجازی مبتنی بر پروژکتور معمولاً، دوربین برای مدل‌سازی قطعات کوچک در یک فاصله کوتاه استفاده می‌شود.

## واقعیت مجازی مبتنی بر دسکتاپ
شامل پخش دنیای مجازی سه بعدی بر روی صفحه نمایش دسکتاپ معمولی بدون استفاده از هر گونه تجهیزات خاص ردیابی تخصصی است. بسیاری از ابزارهای مدرن کامپیوتری به عنوان مثال، با استفاده از متغیرهای مختلف، کاراکترهای پاسخگو و دیگر دستگاه‌های تعاملی به منظور ایجاد احساس کاربر به طوری که در فضای مجازی هستند، می‌تواند مورد استفاده قرار گیرد. یک انتقاد رایج این شکل این است که هیچ حسی از واقعیت مجازی مبتنی بر دسکتاب وجود ندارد بینایی محیطی، محدود کردن توانایی کاربر برای دانستن آنچه در اطراف آن‌ها اتفاق می‌افتد.

## واقعیت مجازی مبتنی بر صفحه نمایش
یک صفحه نمایش مجهز به صفحه ای است که کاربر را در یک دنیای مجازی غوطه ور می‌کند. صفحه نمایش مجهز به دو صفحه ای با رزولوشن OLED با وضوح بالا یا مانیتورهای LCD که تصاویر گرافیکی را برای هر چشم فراهم می‌کنند، برای گرافیک‌های استریو اسکایپ، یک دایره مجازی سه بعدی، دو منبع صوتی استریو کراس، زمان واقعی و زمانبندی ردیابی سرعتی موقعیت برای شش درجه از جنبش و صفحه نمایش مبتنی بر]کنترل حرکت با بازخورد لمسی به صورت فیزیکی در داخل محیط مجازی در یک روش بصری بدون تخصیص تعامل برقرار می‌کند

## غوطه‌وری واقعیت در واقعیت مجازی
واقعیت مجازی حرفه‌ای به عنوان واقعیت فرورفتن اجماعی. به احتمال زیاد با استفاده از یک رابط مغز - کامپیوتری تولید می‌شود. یک مرحله میانی ممکن است توسط «فضای مجازی» به وجود آید با استفاده از یک صفحه نمایش با ردیابی سر و کنترل کامپیوتر از تصویر کلاه ایمنی ارائه شده.